# Ganakallu, Ramanagara
Ganakallu là một làng thuộc tehsil Ramanagara, huyện Ramanagara, bang Karnataka, Ấn Độ.